# 예지 (1993년)
예지(Yaeji, 1993년 8월 6일 ~ )는 미국의 싱어송라이터, DJ로 뉴욕을 중심으로 활동하고 있다. BBC 사운드 오브 2018 리스트에 노미네이트되었다.

## 생애
1993년 미국 뉴욕 퀸스 플러싱에서 태어났다. 이후 롱아일랜드, 애틀랜타 등지에서도 살았다. 초등학교 3학년 무렵, 부모님은 예지가 한국인으로서의 정체성을 잃을까 염려해 대한민국 서울로 이주했다. 이후 카네기 멜론 대학교 진학을 위해 미국으로 돌아오게 된다. 대학에서는 개념 미술을 공부했다.

## 음반 목록

### EP
- Yaeji (2017)
- EP2 (2017)